# Университет Западный Париж — Нантер-ля-Дефанс
Университет Париж X — Нантер (Университет Западный Париж — Нантер-ля-Дефанс) — один из тринадцати парижских университетов, расположен в департаменте О-де-Сен, недалеко от Дефанс — делового центра Парижа.
Является вторым по величине кампусом Франции после Нантского университета. В Университете обучается более 33 тыс. студентов, на факультетах и в научно-исследовательских центрах работают 2 тыс. профессоров, преподавателей и научных сотрудников. На территории кампуса в 27 га расположен олимпийский бассейн, атлетические площадки, театр.

## История
Сначала был основан Факультет Нантера в 1964 году, а в 1970 году вследствие реорганизации Университета Парижа был основан сам Университет. Париж X — Нантер известен тем, что был центром Майских событий 1968 года, в результате которых получил прозвище «Nanterre la rouge» (Красный Нантер). Университет традиционно является левым, в отличие от других университетов, таких, например, как Университет Париж II Ассас, отличающегося правой политической ориентацией.

## Структура
Париж X — Нантер имеет высокую репутацию по подготовке специалистов в области права, управления, экономики, знаменит своими уникальными билингвистическими специальностями. В настоящее время в университет входят 9 факультетов, Институт административной подготовки, более 8 научно-исследовательских лабораторий, а также различные профсоюзы, культурные и социальные сообщества.

### Факультеты
- Факультет языков и иностранных культур
- Факультет англоязычных культур
- Факультет литературы, речи и философии
- Факультет экономики, менеджмента, математики и информатики
- Факультет политологии, юриспруденции и административных наук
- Факультет психологии и педагогики
- Факультет социологии и административных наук
- Факультет физической культуры и спорта
- Факультет промышленных систем и коммуникационных технологий

### Билингвистические специальности
- Французское и немецкое право
- Французское и англо-саксонское право
- Французское и российское право
- Французское и итальянское право
- Французское и испанское право
- Экономика (английский, американский язык и культура)
- Экономика (испанский язык и культура)
- Экономика (немецкий язык и культура)
- Менеджмент (английский, американский язык и культура)
- Менеджмент (испанский язык и культура)
- Менеджмент (немецкий язык и культура)

## Известные выпускники
- Эмманюэль Макрон — президент Франции, создатель партии «Вперёд, Республика!»[2]
- Николя Саркози — президент Франции, президент партии Союз за народное движение
- Доминик Де Вильпен — премьер-министр Франции (2005—2007)
- Даниэль Кон-Бендит — лидер студенческих волнений в мае 1968 года, член Европейского парламента
- Кристин Лагард — министр экономики и финансов Франции, директор МВФ, Председатель Европейского центрального банка
- Жан-Жак Айагон — министр культуры и коммуникаций Франции (2002—2004)
- Жан-Люк Марион — философ
- Безансно, Оливье — французский политик
- Венсан Боллоре — генеральный директор компании Bolloré
- Оливье Бланшар — французский экономист
- Фредерик Миттеран — французский министр культуры и коммуникаций (2009—2012)
- Анн Идальго — мэр Парижа (с 2014 года), первая женщина на этом посту
- Сильви Жермен — французская писательница
- Сильви Байпо-Темон — министр иностранных дел Центральноафриканской Республики.

## Известные профессора и бывшие профессора
- Морис Алле — французский экономист, лауреат Нобелевской премии по экономике «за вклад в теорию рынков и эффективного использования ресурсов»
- Жан Бодрийяр — французский культуролог и философ-постмодернист, фотограф
- Фернанду Энрике Кардозу — президент Бразилии (1995—2002)
- Жак Матье Эмиль Ланг — французский политик
- Эммануэль Левинас — философ
- Анри Лефевр — социолог и философ
- Робер Мандру — французский историк, представитель Школы «Анналов»
- Робер Мерль — писатель
- Поль Рикёр — философ
- Доминик Стросс-Кан — французский политик, экономист и юрист, директор-распорядитель Международного валютного фонда
- Жиро, Рене — историк
- Этьен Балибар — политический философ

## В кинематографе
- Китаянка — Жан-Люка Годара в 1967
- Испанка — Седрика Клапиша в 2002
- Тринадцатый район — Пьера Мореля в 2004